# Tôň
Tôň (wym. [ˈtwoɲ]; węg. Tany, wym. [ˈtɒɲ]; niem. Thon) – wieś (obec) na Słowacji położona w kraju nitrzańskim, w powiecie Komárno. Pierwsze wzmianki o miejscowości pochodzą z roku 1268. 
Według danych z dnia 31 grudnia 2010, wieś zamieszkiwało 815 osób, w tym 418 kobiet i 397 mężczyzn.
W 2001 roku rozkład populacji względem narodowości i przynależności etnicznej oraz religijnej wyglądał następująco:
- Węgrzy – 88,01%
- Słowacy – 7,31%
- Czesi – 0,60%
- Morawianie – 0,12%

- katolicy – 33,09%
- ewangelicy – 1,80%
- grekokatolicy – 0,12%
- niewierzący – 25,18%

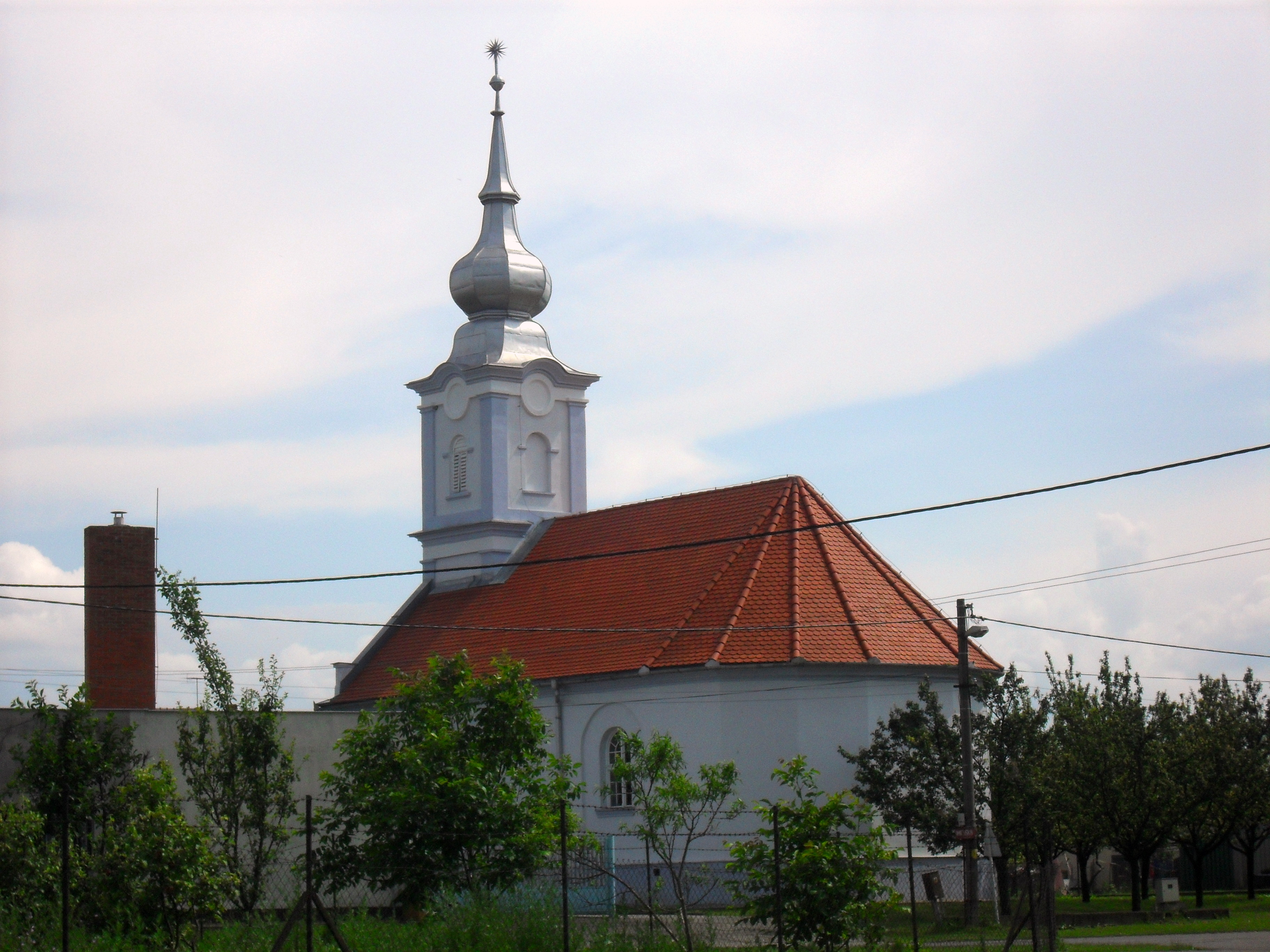
Kościół ewangelicki

- przynależność niesprecyzowana – 5,04%